# Sommer-OL 1932
Til trods for den voldsomme verdensomspændende økonomiske krise blev de olympiske lege 1932 afholdt i Los Angeles. IOC gav tilskud til atleterne for at hjælpe dem med rejseomkostningerne og penge til mad.
Bidende ironisk var det at legenden Paavo Nurmi blev udelukket fra dette og alle fremtidige OL. Han havde tidligere modtaget et rejsetilskud til et tysk stævne, og IOC forbød ham derfor at deltage i OL.
Flere nye OL-elementer der så dagens lys i Los Angeles: et målfotokamera, automatisk tidtagningsudstyr til atletikdiscipliner og introduktionen af en sejrsskammel for guld, sølv og bronze til medaljeceremonien.
Legene i Los Angeles blev kendt som 'rekordernes OL'. Der blev sat 39 verdensrekorder og hele 103 olympiske rekorder.

## Medaljetabel
Top 10
| Placering | Land                 | Guld | Sølv | Bronze | Total |
| --------- | -------------------- | ---- | ---- | ------ | ----- |
| 1         | USA (USA)            | 41   | 32   | 30     | 103   |
| 2         | Italien (ITA)        | 12   | 12   | 12     | 36    |
| 3         | Frankrig (FRA)       | 10   | 5    | 4      | 19    |
| 4         | Sverige (SWE)        | 9    | 5    | 9      | 23    |
| 5         | Japan (JPN)          | 7    | 7    | 4      | 18    |
| 6         | Ungarn (HUN)         | 6    | 4    | 5      | 15    |
| 7         | Finland (FIN)        | 5    | 8    | 12     | 25    |
| 8         | Storbritannien (GBR) | 4    | 7    | 5      | 16    |
| 9         | Tyskland (GER)       | 3    | 12   | 5      | 20    |
| 10        | Australien (AUS)     | 3    | 1    | 1      | 5     |

## Boksning
98 boksere fra 18 nationer var meldt til start og 85 kom i kamp om medaljerne i de otte vægtklasser, herunder danskerne Carl Jensen i (weltervægt) og Peter Jørgensen i (letsværvægt).
Peter Jørgensens banemand fra EM i sværvægt tidligere på året, italieneren Luigi Rovati, stillede op i sværvægt, hvor han i finalen mødte argentieren Santiago Lovell. Lovell vandt på point og tog således OL-guld i sværvægt.
Bedste nation blev Argentina med to guld og et sølv. Værtsnationen USA blev nummer to med to guld og tre bronze.

## Danske deltagere
- 18 mænd (Atletik: Christian Markersen og Anders Hartington Andersen, Boksning: Carl Jensen og Peter Jørgensen, Brydning: Christian Schack, Børge Jensen og Abraham Kurland, Cykling: Gunnar Andersen, Willy Gerwin, Harald Christensen, Frode Sørensen, Leo Nielsen og Henry Hansen, Fægtning: Ivan Osiier, Aage Leidersdorff, Erik Kofoed-Hansen og Axel Bloch, Vægtløftning: Svend Olsen)[1]

- 6 kvinder (Dykning: Ingrid Larsen, Fægtning: Inger Klint, Gerda Munck og Grete Olsen, Svømning: Lilli Andersen og Else Jacobsen)[2]

Danske medaljer i Los Angeles 1932
- 0 guld, 3 sølv og 3 bronze.

| Medalje | Navn                                         | Sport                  | Disciplin           |
| ------- | -------------------------------------------- | ---------------------- | ------------------- |
| Sølv    | Frode Otto Sørensen Leo Nielsen Henry Hansen | Landevejscykling       | Holdløb             |
| Sølv    | Svend Egil Olsen                             | Vægtløftning           | Letsværvægt         |
| Sølv    | Abraham Kurland                              | Græsk-romersk brydning | Letvægt             |
| Bronze  | Peter Jørgensen                              | Boksning               | Letsværvægt         |
| Bronze  | Harald Christensen Willy Gervin              | Banecykling            | Tandem, 2000 m      |
| Bronze  | Else Jacobsen                                | Svømning               | 200 m brystsvømning |